# Tontaine et Tonton
Tontaine et Tonton est un téléfilm français réalisé par Tonie Marshall en 2000.

## Synopsis
Deux hommes, Alexandre et Joseph, se disputent les faveurs d'une pulpeuse jeune femme, qui prépare un mémoire sur François Mitterrand.

## Fiche technique
- Titre : Tontaine et Tonton
- Réalisation : Tonie Marshall
- Scénario : Tonie Marshall
- Image : Gérard de Battista
- Musique : Vincent Malone
- Montage : Jacques Comets
- Production : Agat Films & Cie, Arte France
- Genre : Comédie
- Durée : 90 minutes
- Date de diffusion : 17 mars 2000 sur Arte

## Distribution
- Emmanuelle Devos : Justine
- Patrick Pineau : Alexandre
- Éric Petitjean : Joseph
- Hélène Fillières : la voisine